# Gare de Saint-Malo
Gare de Saint-Malo – stacja kolejowa w Saint-Malo, w departamencie Ille-et-Vilaine, w regionie Bretania, we Francji. Stary dworzec kolejowy zbudowany w 1864 roku został zniszczony i zastąpiony nowym w 2005 z okazji elektryfikacji linii dla pociągów TGV Atlantique. Znajduje się on w centrum miasta, w odległości kilku minut od centrum miasta i jego zabytkowego centrum z dzielnicami Saint-Servan i Paramé.